# Ціамбела

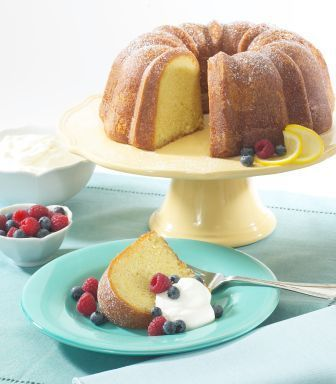

Чамбелла (італ. ciambella) — це італійський торт у формі кільця з регіональними сортами за складом та приготуванням. Як приклад, базовий варіант торта можна приготувати з використанням борошна, розпушувача, солі, яєць, молока (або вершків), цукру, олії та ванільного ароматизатора. Мед іноді додають як підсолоджувач. Для створення легкої текстури цукор та яйця збивають разом, а олію та молоко додають при безперервному збиванні, поки суміш не піниться. Потім до сухих інгредієнтів додають просіяний розпушувач і борошно, а пиріг випікають на сковороді у формі кільця.
Деякі варіанти чамбули також можна приготувати з борошна Камут. Замість олії можна використовувати вершкове масло, а в кляр можна додати змішаний ягідний йогурт (італ. yogurt ai frutti di bosco). Загальні ароматизатори включають лимон, апельсин, шоколад або какао, фундук та ваніль. Готовий торт можна прикрасити цукровою пудрою, кедровими горішками, підсмаженими шматочками мигдалю, абрикосовим желе або фісташками.

## Регіональний
Багато регіонів зареєстрували один або кілька видів ціамбел у своєму офіційному списку традиційних харчових продуктів, включаючи:
- Калабрія
  - cuddrurieddru, солодкий смажений пончик, виготовлений з борошном і вареною картоплею, який зазвичай роблять на Різдво.
- Кампанія
  - graffa, солодкий смажений пончик, приготований з борошном та картоплею, покритий цукровим цукром, часто найкращий, коли його їдять просто з пасма, дуже м'який
- Емілія-Романья
  - ciambella ferrarese, запечена пампушка, виготовлена з борошном, цукром, яйцями та маслом. Спочатку пасхальна страва.
- Лаціо
  - ciambella a cancello, «пончик на воротах» зі складною формою розетки, виготовлений із використанням анісового насіння та місцевого вина .
  - ciambella all'acqua, «водяний пончик», так званий, оскільки його спочатку кип'ятять у воді, а потім запікають.
  - ciambella ellenese, невеликий пончик у формі вузла, зроблений з корицею та покритий рожевою водою.
- Марке
  - ciambella frastagliata, зубчастий пончик, виготовлений з містків (лікер зі смаком анісу) та великою часткою яєць, яке відварюють, сушать тканиною, розрізають навпіл і запікають до хрусткої скоринки.